# Артамас
Артамас — деревня в Вадинском районе Пензенской области России. Входит в состав Рахмановского сельсовета.

## География
Деревня находится в северо-западной части Пензенской области, в пределах восточной окраины Окско-Донской низменности, в лесостепной зоне, к востоку от автодороги 58К-48, на расстоянии примерно 15 километров (по прямой) к юго-западу от села Вадинска, административного центра района. Абсолютная высота — 208 метров над уровнем моря.
Климат
Климат характеризуется как умеренно континентальный. Средняя температура воздуха самого холодного месяца (января) составляет −11,5 °C (абсолютный минимум — −44 °С); самого тёплого месяца (июля) — 19,5 °C (абсолютный максимум — 38 °С). Продолжительность безморозного периода составляет 133 дня. Годовое количество атмосферных осадков — 467 мм. Снежный покров держится в среднем 141 день.

## История
Основано в 1712 году помещицей Екатериной Ивановной Белтеевой. Первыми жителями были крепостные крестьяне, переселённые из Елецкого уезда. В 1732 году упоминается как деревня помещика А. Т. Грибоедова. По данным 1782 года, Артамас находился во владении у Я. Д. Мерлина, и включал 16 дворов. Перед отменой крепостного права в села Артамас и Ключи в собственности у помещиков Михаила и Варвары Шембель. Жители являлись прихожанами церкви во имя Архангела Михаила села Дубасово.
По состоянию на 1911 год в деревне, входившей в состав Ключевской волости Керенского уезда, имелись: одно крестьянских общества, 48 дворов и лавка. Население села того периода составляло 331 человек. По данным 1955 года в Артамасе действовал колхоз «Ильич».

## Население
| 2010 |
| ---- |
| 9    |

Половой состав
По данным Всероссийской переписи населения 2010 года в гендерной структуре населения мужчины составляли 33,3 %, женщины — соответственно 66,7 %.
Национальный состав
Согласно результатам переписи 2002 года, в национальной структуре населения русские составляли 100 % из 23 чел.

## Улицы
Уличная сеть деревни состоит из одной улицы (ул. Садовая).